# Piracuruca
Piracuruca là một đô thị thuộc bang Piauí, Brasil. Đô thị này có diện tích 2380,511 km², dân số năm 2007 là 25535 người, mật độ 10,73 người/km².